# Eduard Rieger (Politiker, 1865)

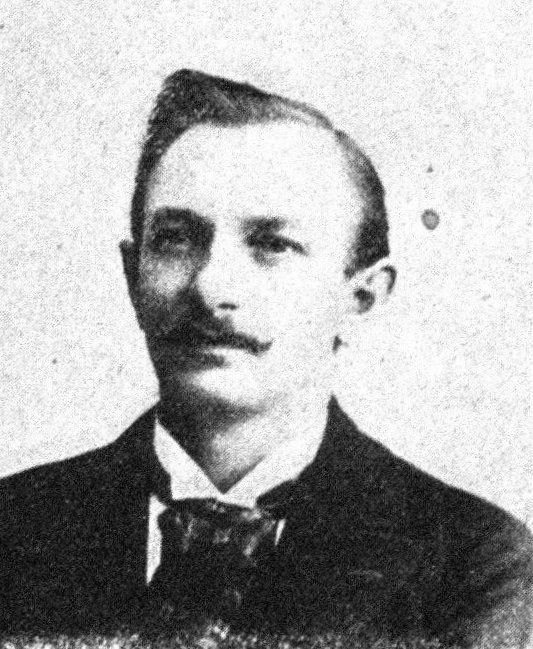
Eduard Rieger, vor 1907

Eduard Rieger (* 15. November 1865 in Jirkov, Böhmen; † 28. Juni 1938 in Wien) war ein österreichischer Politiker der sozialdemokratischen Partei, Schriftsteller und Journalist.

## Leben
Eduard Rieger ging nach dem Besuch der Volks- und Bürgerschule in Görkau (Jirkov) in Böhmen, damals ein Kronland Österreichs, bei einem Tuchmacher in Kratzau (Chrastava) bei Reichenberg (Liberec) in die Lehre und arbeitete danach in einer Färberei in Spittal an der Drau in Österreich. Nach seiner Entlassung als Geselle ging er auf Wanderschaft und kam bis nach Deutschland und Tirol.
Seit dem Jahr 1880 als Sozialdemokrat organisatorisch tätig, begann Eduard Rieger als Schriftsteller und Redakteur für verschiedene Parteizeitschriften in Liberec in Nordböhmen, Brünn in Mähren und in Wien zu arbeiten. In den Jahren 1889 und 1891 war er Delegierter auf internationalen Sozialistenkongressen und wurde mehrmals wegen politischer Delikte verhaftet und verurteilt.
Rieger war 1897 bis 1918 Abgeordneter des Reichsrat; im Oktober 1918, nach dem Ende Österreich-Ungarns, gehörte er der Provisorischen Nationalversammlung in Wien an, im März 1919 der österreichischen Konstituierenden Nationalversammlung und war 1920 bis 1934 Abgeordneter des Nationalrates. Rieger, zu Beginn seiner Laufbahn als Schriftsteller und Journalist mehrmals verhaftet, setzte sich als Nationalratsabgeordneter neben sozialpolitischen Themen – darunter eine umfassende Bildung für Arbeitnehmer –  auch für die Pressefreiheit ein.
Er schrieb Bühnenstücke und Gedichte, vorwiegend aus dem Arbeiterleben, sowie volksbildnerische Abhandlungen.

## Werke (Auswahl)
- Der Tod auf dem Schlachtfeld, (1910)
- Putsch in Kirchhofen (1932)